# Lierni Lekuona Etxebeste
Lierni Lekuona Etxebeste (Lezo, Guipúscoa, 8 d'abril de 1995) és una ciclista basca professional des del 2014 i actualment a l'equip Bizkaia-Durango.

## Palmarès
- 2017
  - 1a al Trofeu Ria de Marín